# Морський грифон
Морський грифон (нім. Fischgreif ; пол. rybogryf, gryf morski) — геральдичний знак у вигляді істоти з верхньою частиною тіла грифона та нижньою половиною риби.

## Історія

Герб родини Путткамерів, яка, як стверджується, пов'язана з родиною Свєнка.

Символ походить з регіону земель Шлаве і Штольп у Померанії, Центральна Європа. Він використовувався в гербі сім'ї Свєнка, яка займала впливові посади в регіоні з XIII по XIV століття. Після того, як вони вимерли приблизно в 1316 році, територія повернулася під пряме правління роду Грифичів, який продовжував використовувати морського грифона в регіональному гербі.

Історичний герб Померанського герцогства із зображенням морського грифона в одному з його полів.

Морський грифон був одним із дев'яти знаків герба Померанського герцогства, введеного близько 1530 року. Це був повернутий праворучсрібний морський грифон у червоному полі. Він мав символізувати острів Узедом, попри те, що раніше ніколи не використовувався як його символ. Він присутній і в гербі родини Путткамерів, яка, на думку деяких істориків, пов'язана з родиною Свєнка, хоча таке твердження залишається дискусійним.
Сьогодні морський грифон використовується в різних муніципальних гербах у Поморському та Західнопоморському воєводствах на півночі Польщі. До нього входять міста Дарлово, Леба, Сянув і Славно, а також герби Славенського і Тухольського повітів, гмін (муніципалітетів) Ґневіно, Потенґово, Славно, Тшебеліно, і Тухоме. Він також присутній на гербі комуни Трувіль-ла-Оль у Нормандії, Франція.

## Галерея

Герб Дарлова
Герб Леби
Герб Сянува
Герб Славно
Герб Славненського повіту
Герб Тухольського повіту
Герб ґміни Гневіно
Герб ґміни Потенґово
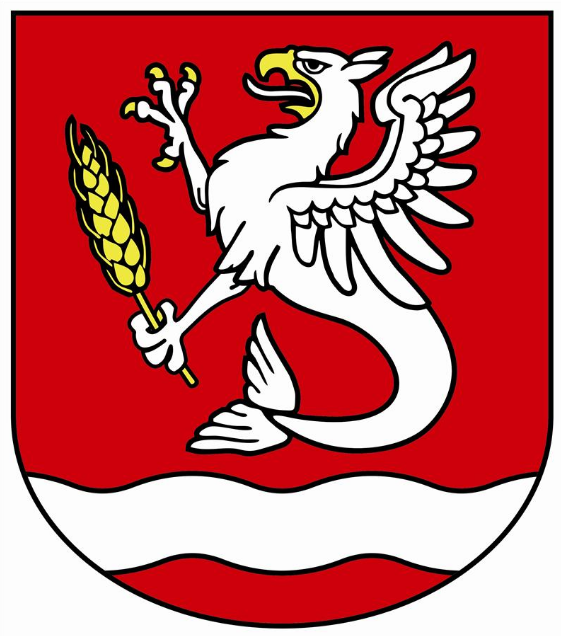
Герб ґміни Славно
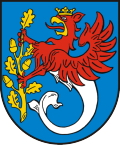
Герб ґміни Тшебєліно
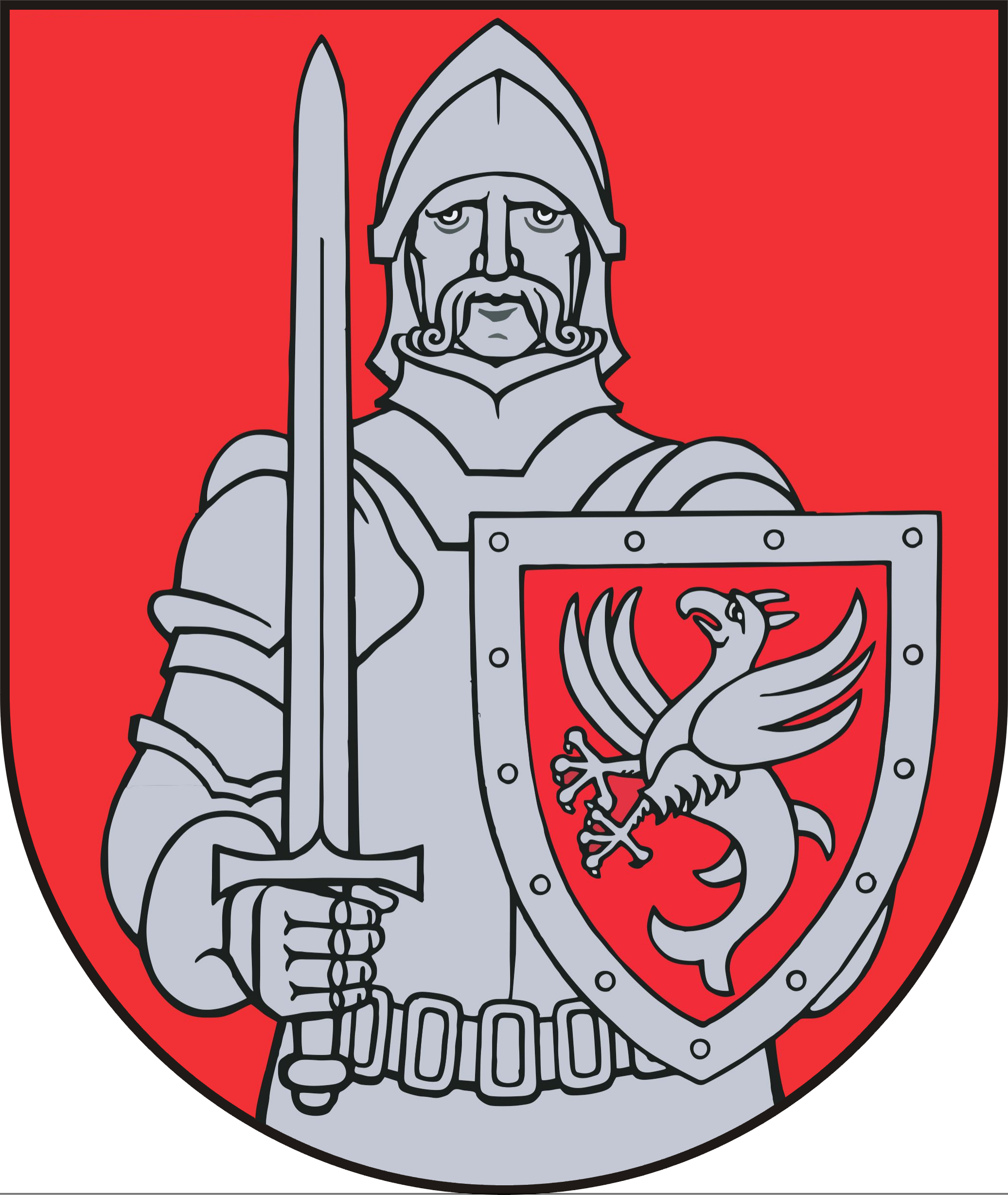
Герб ґміни Тухоме
Герб комуни Трувіль-ла-Оль